# オーバーライド (ゲーム)
『オーバーライド』は、1991年1月8日に日本のデータイーストから発売れたPCエンジン用縦スクロールシューティングゲーム。
自機「ギガイアス」を操作し、バイオコンピュータ「フレイア」を破壊し人類を救出する事を目的としたゲーム。自機が戦闘用ホバータンクという設定が特色となっている。
開発はスティングが行い、ゲーム・デザインはPCエンジン用ソフト『ゼビウス ファードラウト伝説』（1990年）を手掛けた末吉公道、音楽はPCエンジン用ソフト『サイコチェイサー』（1990年）を手掛けた山藤靖江が担当している。
同年には開発元のスティングによって『ラストバタリオン』のタイトルでX68000に移植された。PCエンジン版と共に「Mission Code -Override-」というサブタイトルが付けられている。PCエンジン版は2007年にWii用ソフトとしてバーチャルコンソールにて配信された他、2017年にWindows用ソフトとしてプロジェクトEGGにて配信された。
PCエンジン版はゲーム誌『ファミコン通信』の「クロスレビュー」にてシルバー殿堂入りを獲得した。

## ゲーム内容

### システム
全6面構成1周エンド。メインショットと攻撃方法の異なる各種オプションパーツをパワーアップさせながら、ゲームを進める。
エネルギー制とストック制の併用となっており、障害物に接触してもダメージは無いが、スクロールにより背景に挟まれるとその時点で1ミスとなる。
自機のスピード調節はボタンを押すことにより行う。この際、機体後部より発せられる「バックファイヤー」にも攻撃判定がある。
一定時間ショットを撃たずにいると機体が光りだし、この時にショットボタンを押すと「プールショット」を発射し、敵弾及び耐久力の無いザコ敵を一掃する。使用回数に制限は無く何度でも使えるが、チャージ中に敵から攻撃を受けると最初から溜め直しとなる。

### アイテム
特定の敵を倒すと出現。オプションアイテムを取ると自機に2個のオプションパーツがつき、取った色に応じた攻撃方法を取る。なお、オプションパーツ自体に攻撃判定や敵弾を消す効果はない。
オレンジ「ブレイジング・ファイアー」
オプションが機体斜め45度前方に固定され、斜め方向に弾を放つ。パワーアップするとホーミング性能が加わる。
イエロー「リバース」
オプションが機体の左右に付き、レバーと逆方向に弾を放つ。
グリーン「トルネーザー」
オプションが機体の周囲を回転し、弾を前方に放つ。
ブルー「フォローウィング」
オプションが機体の動きをトレースし、前方に雑魚敵を貫通するレーザーを発射する。
パープル「サイドウェポン」
オプションが機体の左右に固定され、弾を左右に放つ。
- P - メインショットをパワーアップする。
- E - エネルギーを1目盛り回復する。

## 移植版
| No. | タイトル         | 発売日         | 対応機種 | 開発元     | 発売元             | メディア                              | 型式 | 備考                 |
| --- | ---------------- | -------------- | -------- | ---------- | ------------------ | ------------------------------------- | ---- | -------------------- |
| 1   | ラストバタリオン | 1991年11月15日 | X68000   | スティング | スティング         | 5インチ2HDフロッピーディスク2枚組     | -    |                      |
| 2   | オーバーライド   | 2007年9月4日   | Wii      | スティング | ジー・モード       | ダウンロード （バーチャルコンソール） | -    | 2012年3月6日配信終了 |
| 3   | オーバーライド   | 2017年5月16日  | Windows  | スティング | D4エンタープライズ | ダウンロード （プロジェクトEGG）      | -    |                      |

## スタッフ
PCエンジン版
- プログラマー：阿部真一、國廣豊史
- グラフィック・デザイナー：末吉公道、高瀬努
- サウンド・コンポーザー：山藤靖江
- サウンド・エフェクト：山藤武志
- ゲーム・デザイナー：末吉公道、ARABU
- スペシャル・サンクス：H.YOSHIDA

X68000版
- プログラム：山藤武志、阿部真一
- デザイン：末吉公道、高瀬努、山縣明、牛久宏治
- サウンド：山藤靖江
- スペシャル・サンクス：河野光二、國廣豊文、木村俊章

## 評価
PCエンジン版
ゲーム誌『ファミコン通信』の「クロスレビュー」では合計で30点（満40点）でシルバー殿堂入りを獲得、『月刊PCエンジン』では90・90・75・85・80の平均84点（満100点）、『マル勝PCエンジン』では9・8・7・8の合計32点（満40点）、『PC Engine FAN』の読者投票による「ゲーム通信簿」での評価は以下の通りとなっており、19.67点（満30点）となっている。また、この得点はPCエンジン全ソフトの中で354位（485本中、1993年時点）となっている。
| 項目 | キャラクタ | 音楽 | 操作性 | 熱中度 | お買得度 | オリジナリティ | 総合  |
| 得点 | 3.34       | 3.09 | 3.58   | 3.49   | 3.31     | 2.86           | 19.67 |